# Larrasoaña
Larrasoaña (baskisch Larrasoaina),  ist ein Ort am Jakobsweg im baskischsprachigen Teil der Autonomen Gemeinschaft Navarra. Er ist einer der größeren Orte im umgebenden Esteríbar-Tale. Der Ort war bis 1928 selbständig, bevor er Teil der Gemeinde Esteríbar wurde.
Larrasoaña hat seit langem Bedeutung für die Jakobspilger, in alten Dokumenten findet es sich als Ressogna oder Risogna. 
Im 11. Jahrhundert schon soll es hier ein Augustinerkloster gegeben haben, in dem man sich um das Wohl der Pilger kümmerte. Auch im Jakobsbuch wird der Ort erwähnt. 
Domenico Laffi, italienischer Geistlicher und Pilger des 17. Jahrhunderts, schreibt über Larrasoaña: „Es ist ein wunderbar reicher und bevölkerter Ort.“. 
Noch im 18. Jahrhundert gab es mit der Blasius- und der Jakobsbruderschaft zwei Vereinigungen, die sich der Betreuung der Pilger verschrieben hatten. Ihre Spur findet sich nördlich und südlich des Ortes in zwei dem jeweiligen Heiligen gewidmeten Einsiedeleien. 
1174 erhielt Larrasoaña das mit speziellen Rechten privilegierte Statut einer Frankensiedlung. Der Gestalt vieler Frankensiedlungen und Marktflecken am Jakobsweg entspricht auch das Stadtbild: Die Häuser reihen sich rechts und links der Hauptstraße, die früher der Pilgerweg war.

Aus der örtlichen Architektur ragen die sogenannte Banditenbrücke, eine von Straßenräubern geschickt genutzte gotische Brücke des 14. Jahrhunderts, und die Pfarrkirche San Nicolás de Bari aus dem 13. Jahrhundert heraus. Der Kirche ist ein breiter Umgang vorgebaut, der den Pilgern Schutz vor schlechtem Wetter und Schlafgelegenheit bieten sollte.